# Ålstensängen

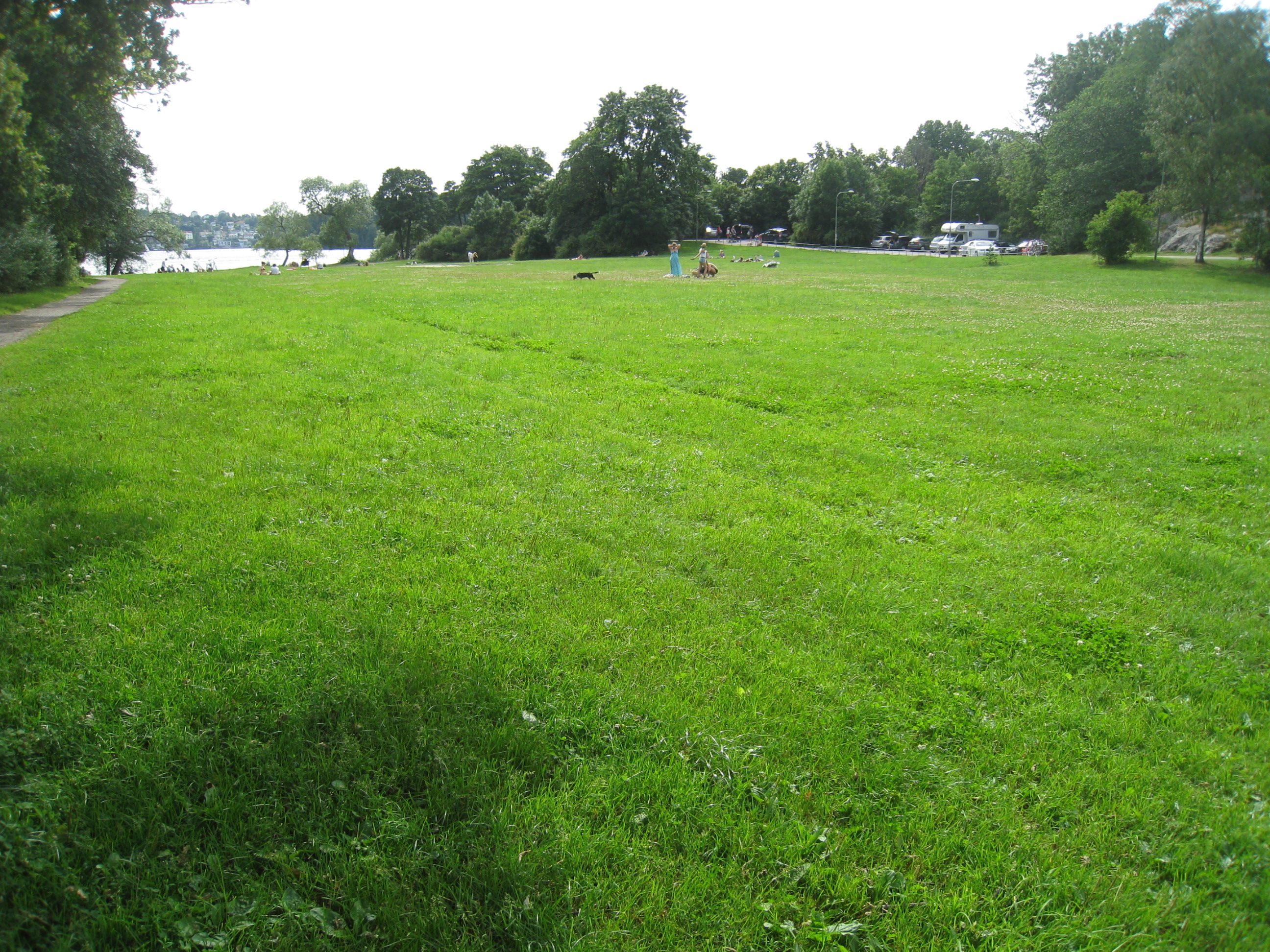
Ålstensängen, vy mot söder med Mälaren i fonden.

Ålstensängen är en äng i form av ett öppet gräsfält i en låg och bred dalsänka i Ålsten i södra Bromma, västra Stockholm, som ligger mellan Ålstensgatans förlängning och ned mot Mälaren. Fältet avslutas med en sandstrand och delvis klippstrand. Det är en stor öppen plan med utblick över Mälaren, och på ömse sidor därom ligger Ålstensskogen i öster och Ålstensparken i väster. Ängsmarken utgjorde tidigare en del av Ålstens gårds öppna åkerareal.

## Topografi

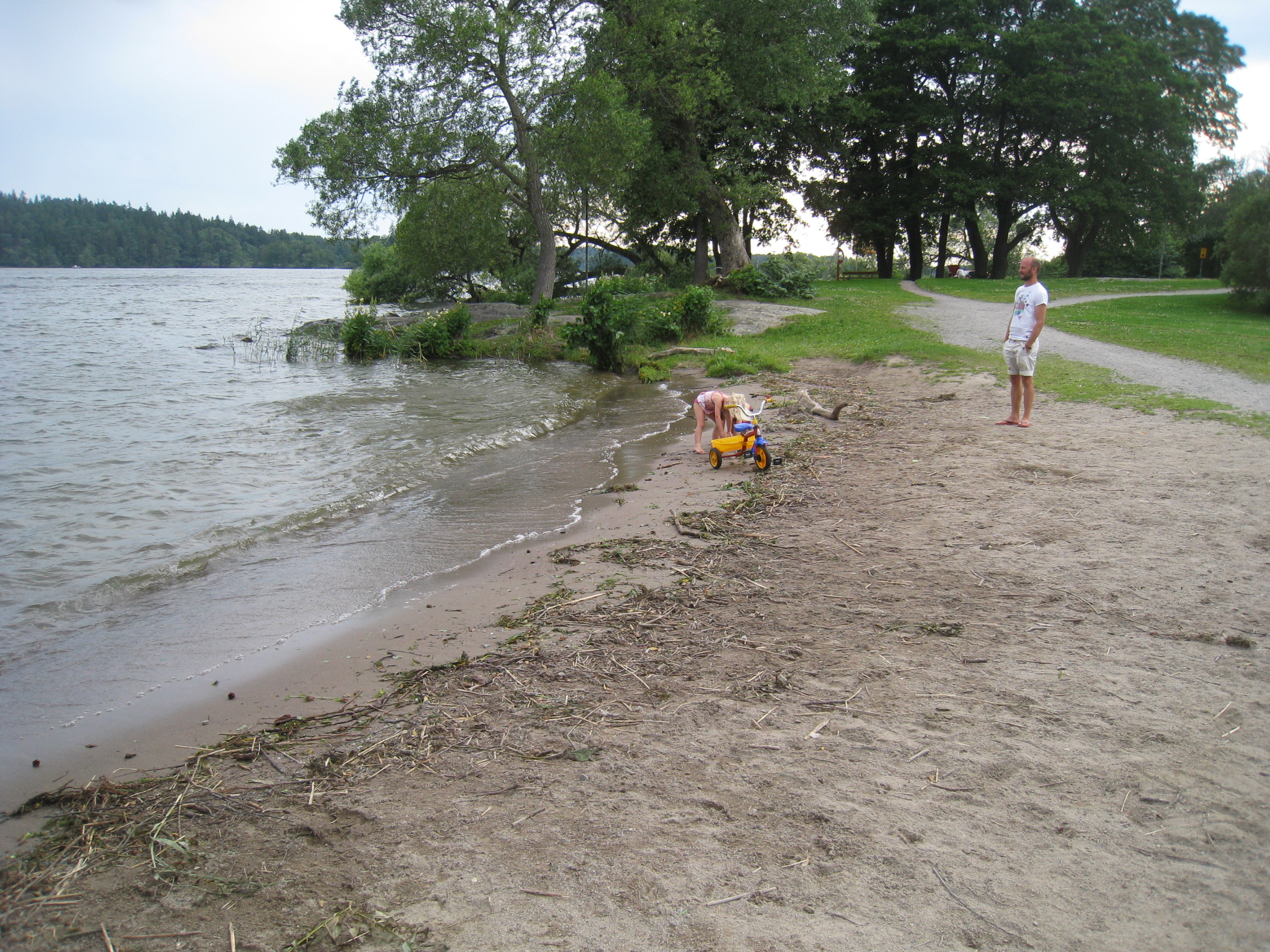
Stranden vid Ålstensängen.

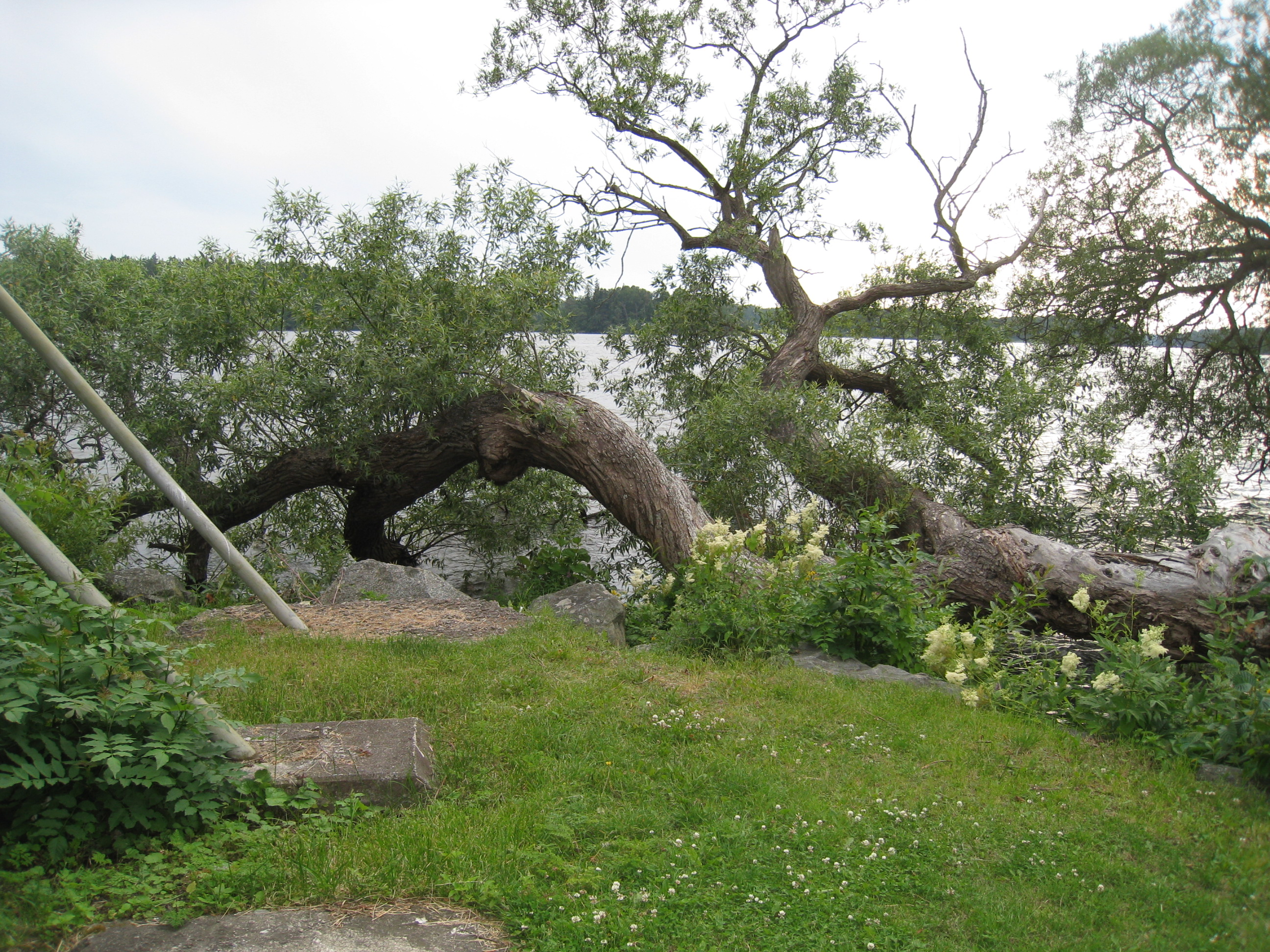
Strandparti vid Ålstensängen med pilträd, som lutar över vattnet.

Det så kallade Valborgsmässogärdet var tidigare sankmark. För drygt hundra år sedan var södra halvan av gärdet ned mot Mälaren sumpig och sank mark. Marken utfylldes av staden i början på 1900-talet. De två dalgångarna, Solviksängen och Ålstensängen, på var sida om Ålstensskogen, är gamla havsvikar. Ängen ovanför Solvik måste ha blivit torrlagd redan i förhistorisk tid. Långt senare, säkerligen ännu under 1400- och 1500-talen, och på grund av den betydande nivåskillnaden mellan de båda områdena, gick däremot vattnet fortfarande långt upp i den vik, i vars övre förlängning Ålstensgatan med radhusen nu ligger. Där nu Valborgsmässoelden brukar tändas stod då vatten.
Ålstensängen är en äng utan anläggningar, men med rekreationsmöjligheter. Vintertid finns det en pulkabacke och sommartid fungerar området som en lekäng med sandstrand. Trakten omkring Ålstenshamnen har använts på många olika sätt. Vårens ankomst brukar firas på Ålstensängen med brasa på Valborgsmässogärdet och avslutas med fyrverkeri. Det är det klassiska stället för valborgsmässofirandet i närområdet. År 1869 var det platsen för ett möte med det s.k. Högmässofolket, och under andra världskriget var det potatisland.
Ålstensängen tillkom i anslutning av anläggandet av Ålstensparken, som skapades i slutet på 1920-talet efter idéer av professor Rutger Sernander.

## Omgivande områden
Ålstensängen gränsar till Ålstensskogen i öster och utgörs av det skogklädda bergmassivet mellan Mälarstranden i söder och Alviksvägen i norr ända bort till Djurklouvägen och Tomtebacken, som bildar gräns mot öster. Inom Ålstensskogen ligger också Solviksbadet. Ålstensparken i väster kan i vidsträckt bemärkelse också inkludera den öppna planen, som vi kallar Ålstensängen. Ålstensparken är naturområdet väster om Ålstensängen och sträcker sig fram till Ålstenshamnen mellan Mälaren i söder och bebyggelsen i de nutida kvarteren Ålstensgården, Vingåkersdansen, Kalvdansen och Domaredansen i norr. Per Albins Väg går utmed västra delen av Ålstensängen från Alviksvägen ned till Mälarens vatten. Vägen har fått sitt namn efter statsminister Per Albin Hansson (1885-1946), som åren 1933-1946 bodde i ett av Ålstensgatans radhus.

## Vikingatida gravfält vid Ålstensängen

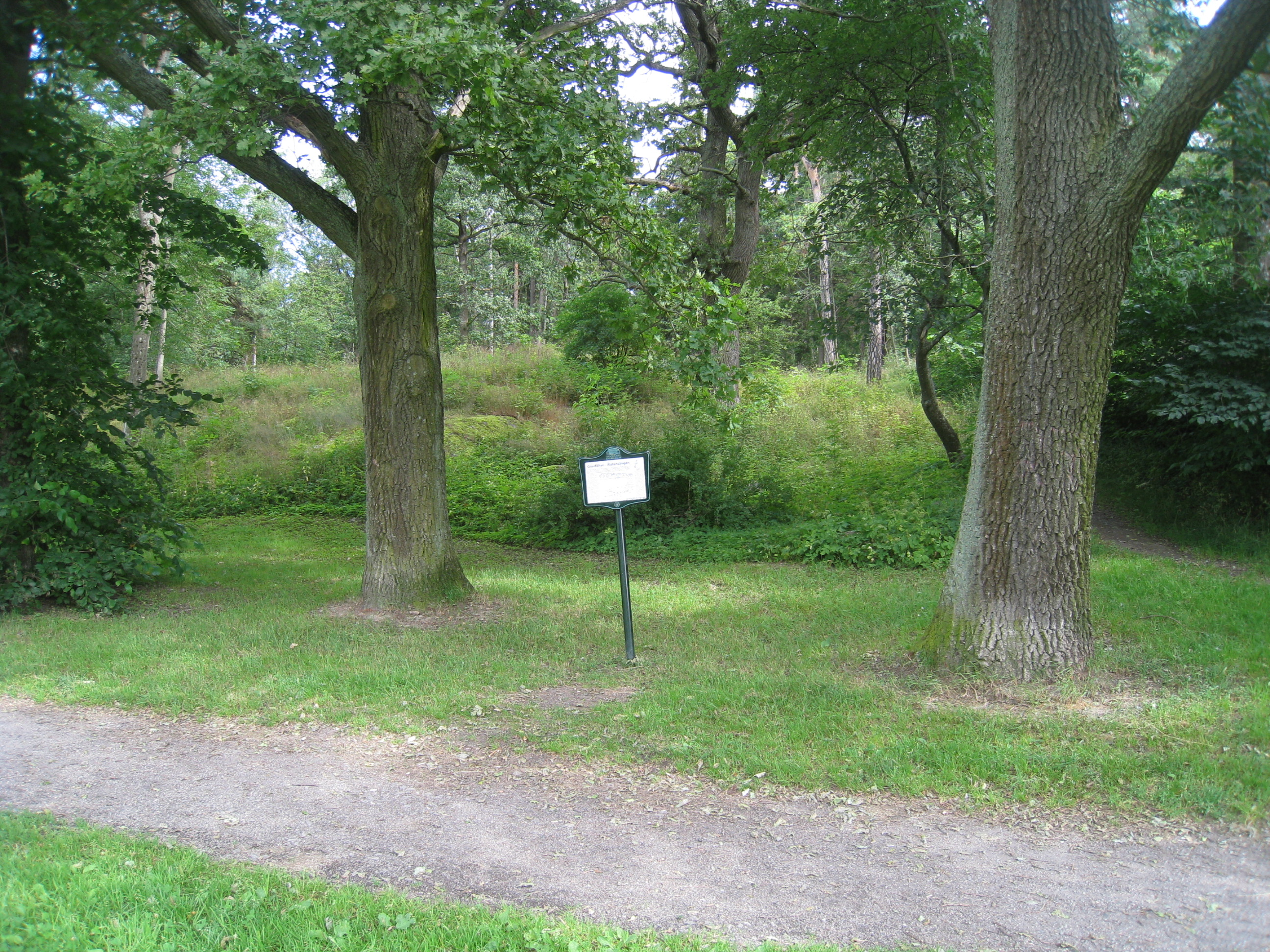
Ålstensgravfältet vid östra sidan av Ålstensängen.

Vid östra delen av Ålstensängen ligger ett gravfält från yngre järnålder (550-1050 e.Kr.), Ålstensängen (RAÄ 2). När gravfältet anlades var Ålstensängen en vik av Mälaren. Gravfältet låg då endast några meter över Mälarens yta och kan nog dateras till vikingatid (800-1050 e.Kr.) På gravfältet finns minst 10 gravar, 4 runda och 4 rektangulära stensättningar och 2 möjliga rektangulära stensättningar. Det kan möjligen finnas några fler gravar i närheten.
Den vikingatida gård, som använde gravfältet, låg antagligen på höjden väster om Ålstensängen. Inga spår finns dock bevarade av den. Ålstens gård är skriftligt belagd 1339 som Asunda. Gustav Vasa köpte gården 1544 och lät bygga en kungsgård nära krönet av Ålstensklippan. Stengrunden finns kvar i det nu bevarade huset på Brantstigen 12. Anlöpande skepp kunde i tidig vikingatid dras upp på den norra stranden – vid Alviksvägen – eller lägga till vid de västra och östra höjdsträckningarna. Senare grundades viken upp och tilläggsplatsen låg antagligen närmare mynningen. På skylten som finns uppsatt vid fornlämningen står det att "vi får föreställa oss hur de levande på andra sidan Ålstensängen dagligen hade förfädernas gravar i sikte. Dessa hade i sin tur, symboliskt, uppsikt över de levande."
1904 undersöktes två av stensättningarna. De var brandgravar där den döde bränts på bål och benen lagts i en lerkruka. I den mindre graven påträffades en större och en mindre lerkruka, några nitar av järn och några brända ben. I den större graven fanns bland annat två järnnitar och dubbla huvuden och brända ben.
1943 undersöktes ytterligare en av gravarna. Den innehöll bronsbeslag till ett träkärl, rester av järnnitar, skelett av en människa och brända ben. Troligen är det den västra stensättningen ovanför Ålstensängen som undersökts.